# Валентин Луков
Валентин Луков (болг. Валентин Луков; нар. 11 грудня 1955, Пазарджик) – болгарський шахіст, гросмейстер від 1988 року.
}

## Шахова кар'єра
Перших успіхів на міжнародній арені почав досягати наприкінці 1970-х років 1977 року поділив 2-ге місце (позаду Крума Георгієва, разом з Ніно Кіровим) в Пазарджику. У 1980 році посів 2-ге місце (позаду Едуарда Медуни) у Варні. 1982 року здобув у Софії срібну медаль чемпіонату країни, програвши на дограванні за золоту медаль Венціславові Інкьову). 1987 року переміг (разом з Раєм Тішбіреком) у Галле, в 1988 року повторив це досягнення (разом з Елізбаром Убілавою) в Тбілісі. Того ж року єдиний раз у своїй кар'єрі виступив у складі національної збірної на шаховій олімпіаді, яка відбулась у Салоніках. У 1989 році переміг на Меморіалі Васі Пірца в Мариборік, а 1994 року досягнув ще одного турнірного успіху, перемігши в Гіссені. У 1998 і 2000 роках двічі поділив 1-ше місце на турнірах за круговою системою в Клішах. 2003 року поділив 2-ге місце на турнірі NAO-IM у Парижі.
Найвищий рейтинг Ело в кар'єрі мав станом на 1 липня 1996 року, досягнувши 2480 очок ділив тоді 10-11-те місце серед болгарських шахістів.
Є співавтором кількох книг, присвячених шаховим дебютам, зокрема, захисту Каро-Канн, італійській партії, волзькому гамбітові і староіндійському захистові.

## Зміни рейтингу
| На цьому місці має відображатися графік чи діаграма, однак з технічних причин його відображення наразі вимкнено. Будь ласка, не видаляйте код, який викликає це повідомлення. Розробники вже працюють для того, щоби відновити штатне функціонування цього графіка або діаграми. | |
| | На цьому місці має відображатися графік чи діаграма, однак з технічних причин його відображення наразі вимкнено. Будь ласка, не видаляйте код, який викликає це повідомлення. Розробники вже працюють для того, щоби відновити штатне функціонування цього графіка або діаграми. |